# Big Four (Wirtschaftsprüfungsgesellschaften)

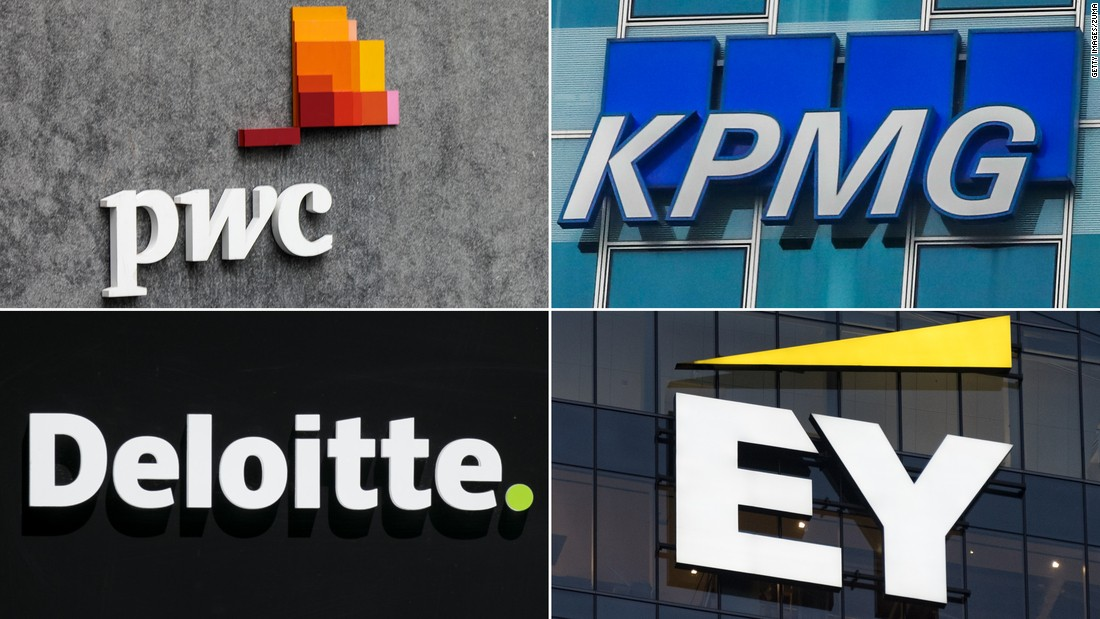
Logos der Big Four

Big Four bezeichnet das Oligopol der vier größten Wirtschaftsprüfungsgesellschaften der Welt: Deloitte, EY (Ernst & Young), KPMG und PricewaterhouseCoopers (PwC). Es steht für rund 67 Prozent des weltweiten Umsatzes in der Wirtschaftsprüfung.
Die Big Four prüfen einen Großteil der börsennotierten Unternehmen weltweit, unter anderem nahezu alle Gesellschaften in den großen Aktienindizes S&P 500 (USA), DAX (Deutschland) und FTSE 100 (Großbritannien). In Deutschland wurden 2015 von den 160 börsennotierten Unternehmen, die die vier wichtigsten deutschen Aktienindizes DAX, MDAX, SDAX und TecDAX bilden, 142 von den Big Four geprüft.
Die Big Four betreiben zudem Steuerberatung, Unternehmensberatung und Rechtsberatung.
Die Big Four beschäftigen weltweit mehr als 1.498.000 Angestellte bei etwa 212,2 Milliarden USD Umsatz.

## Zusammensetzung
Die Big-Four-Wirtschaftsprüfungsgesellschaften sind:
| Name                         | Mitarbeiter weltweit | Mitarbeiter Deutschland | Mitarbeiter Schweiz | Mitarbeiter Österreich | Umsatz weltweit      | Geschichte                                                                                         |
| ---------------------------- | -------------------- | ----------------------- | ------------------- | ---------------------- | -------------------- | -------------------------------------------------------------------------------------------------- |
| Deloitte                     | 460.000 (2024)       | 13.789 (2024)           | 2.720 (2024)        | 1.900 (2024)           | 67,2 Mrd. USD (2024) | früher Deloitte & Touche, entstanden durch die Fusion von Touche Ross und Deloitte Haskins & Sells |
| EY (Ernst & Young)           | 392.995 (2024)       | 11.100 (2024)           | 3.049 (2024)        | 1.500 (2024)           | 51,2 Mrd. USD (2024) | entstanden durch den Zusammenschluss von Ernst & Whinney und Arthur Young                          |
| PricewaterhouseCoopers (PwC) | 370.000 (2024)       | >15.000 (2024)          | 3.809 (2024)        | 1.241 (2019)           | 55,4 Mrd. USD (2024) | entstanden durch den Zusammenschluss von Price Waterhouse und Coopers & Lybrand                    |
| KPMG                         | 275.288 (2024)       | 14.608 (2024)           | 3.134 (2024)        | 2.050 (2024)           | 38,4 Mrd. USD (2024) | entstanden durch die Fusion von Peat Marwick International und der KMG-Gruppe                      |

## Geschichte des Begriffs
In den 1980er Jahren entstand der Begriff Big Eight; er benannte die damals acht größten – und international dominierenden – Wirtschaftsprüfungsgesellschaften. Die Big Eight entstanden durch Zusammenschlüsse von regionalen Wirtschaftsprüfungsgesellschaften in den 1970er Jahren und den vorherigen Jahrzehnten.
Diese Big Eight waren:
- Arthur Andersen
- Arthur Young
- Coopers & Lybrand
- Ernst & Whinney
- Deloitte, Haskins & Sells
- Peat Marwick International (PMI)
- Price Waterhouse
- Touche Ross

Seit 1987 tragen die im Jahr zuvor fusionierten Prüfungsgesellschaften PMI und KMG (Klynveld Main Goerdeler) den Namen KPMG.
Die Big Eight wurden im Jahr 1989 zu den Big Six, als Ernst & Whinney im Juni mit Arthur Young zu Ernst & Young fusionierte und sich Deloitte, Haskins & Sells im August mit Touche Ross zu Deloitte & Touche zusammenschloss.
Die Big Six wurden im Juli 1998 zu den Big Five, als Price Waterhouse mit Coopers & Lybrand fusionierte und PricewaterhouseCoopers bildete.
Infolge des Enron-Skandals im Jahr 2001 fusionierten die selbständigen Ländergesellschaften von Arthur Andersen mit verschiedenen Unternehmen, insbesondere den anderen großen Prüfungsgesellschaften. In Deutschland ging der größte Teil des Unternehmens an Ernst & Young, ebenso unter anderem in Großbritannien und Spanien. Als eigenständige Gesellschaft bzw. Marke ging Arthur Andersen unter und die Big Five wurden zu den Big Four.

## Entwicklung in Deutschland
In Deutschland gab es eine nahezu parallele Entwicklung, allerdings mit einigen Besonderheiten:
- Der Umsatz der Big Four in Deutschland beträgt insgesamt 6,89 Milliarden Euro (2017). Das entspricht einem Wachstum von 13,9 % gegenüber dem Jahr 2016 (6,05 Milliarden Euro).
- Nach Umsatz im Geschäftsjahr 2022/2023 ist PwC Marktführer unter den Big Four in Deutschland (2,93 Mrd. Euro), dahinter folgen EY (Ernst & Young) (2,57 Mrd. Euro), KPMG (2,39 Mrd. Euro) und Deloitte (2,33 Mrd. Euro).[24]
- Durch den großen Abstand von Deloitte auf PwC, KPMG und Ernst & Young besteht am deutschen Markt, anders als bei einer weltweiten Betrachtung, bei der Deloitte und PwC mit merklichem Abstand zu den übrigen Big Four den Markt anführen[25], im Grunde eine Big-Three-Situation. Deloitte hat diesen großen Abstand jedoch in den vergangenen Jahren durch erhebliches Wachstum deutlich reduziert und schloss im Geschäftsjahr 2022/2023 bis auf rund 60 Mio. Euro Umsatz zur drittgrößten Gesellschaft KPMG auf.
- Deloitte ist im Zeitraum 2014 – 2016 am stärksten gewachsen (⌀ 13,2 % pro Jahr), KPMG am schwächsten (⌀ 6,4 % pro Jahr).
- Ernst & Young ist im Zeitraum 2010 – 2016 am stärksten gewachsen (⌀ 5,5 % pro Jahr), KPMG am schwächsten (⌀ 3,7 % pro Jahr).
- Die Big Four wachsen vor allem im Consulting-Bereich (Steuerberatung, Unternehmensberatung) und entwickeln sich damit zu breit aufgestellten Service- und Beratungsfirmen; im klassischen Geschäft mit dem Testieren von Bilanzen lässt sich seit Jahren nur noch geringes Wachstum generieren.
- Die Big Four teilen sich 83 Prozent des Geschäfts als Abschlussprüfer mit den 160 großen deutschen Aktiengesellschaften (Stand: 2011).[26]
- Durch die EU-Prüferreform schreiben seit einigen Jahren viele große Unternehmen ihre Prüfungsaufträge neu aus, wodurch es zu einer Umverteilung der Mandate kommt.
- In der Versicherungsbranche, die bisher von KPMG dominiert wurde, konnte sich PwC im Zuge der EU-Prüferreform als neue Nummer eins positionieren (u. a. Allianz SE, Hannover Rück).
- Bei den Großbanken war KPMG mit vielen großen Prüfungsaufträgen (u. a. Deutsche Bank, KfW, Landesbank Baden-Württemberg, Norddeutsche Landesbank) lange Zeit die Nummer eins in Deutschland. Traditionell hatte PwC lediglich die Commerzbank und die Landesbank Hessen-Thüringen geprüft, die Bayerische Landesbank wurde von Deloitte geprüft und die DZ Bank von Ernst & Young. Im Zuge der EU-Prüferreform haben sich die Marktanteile jedoch auch in diesem Bereich deutlich zum Nachteil von KPMG verschoben. Insbesondere Ernst & Young konnte hier stark wachsen und hat unter den deutschen Großbanken ab 2018 mehr Prüfungsmandate als jede andere Wirtschaftsprüfungsgesellschaft inne (u. a. Commerzbank, KfW, DZ Bank, Landesbank Hessen-Thüringen, NRW.Bank).
- Hinter den Big Four liegen gemäß der Lünendonk-Liste 2015 mit erheblichem Abstand BDO AG, Rödl & Partner, Ebner Stolz und Baker Tilly Roelfs.[27] Diese Gesellschaften erreichen jedoch weniger als ein Drittel bzw. ein Viertel des Umsatzes von Deloitte und wachsen deutlich langsamer als die Big Four.
- Sozusagen in der dritten Liga agieren drei Gesellschaften, die wiederum weniger als die Hälfte des Umsatzes der Zweitliga-Gesellschaften aufweisen: Mazars, Warth & Klein Grant Thornton und PKF Fasselt Schlage.

Daneben spielen auf dem Wirtschaftsprüfer-Markt in Deutschland noch große Netzwerke als Zusammenschlüsse mittelständischer WP-Gesellschaften eine Rolle, wie z. B. Nexia International, Crowe Global, Moore Stephens Deutschland, Grant Thornton International, RSM Germany, PKF International (Pannell Kerr Forster), HLB Deutschland, Baker Tilly International, AGN International, Kreston International, DFK International, Moores Rowland, Ecovis, Accountants Global Network und SC International.
| Jahr | PwC                | PwC         | EY                 | EY          | KPMG               | KPMG        | Deloitte           | Deloitte    |
| Jahr | Umsatz (in Mrd. €) | Entwicklung | Umsatz (in Mrd. €) | Entwicklung | Umsatz (in Mrd. €) | Entwicklung | Umsatz (in Mrd. €) | Entwicklung |
| ---- | ------------------ | ----------- | ------------------ | ----------- | ------------------ | ----------- | ------------------ | ----------- |
| 2009 | 1,37               |             | 1,09               |             | 1,25               |             | 0,72               |             |
| 2010 | 1,33               | −2,9 %      | 1,06               | −2,8 %      | 1,19               | −4,8 %      | 0,58               | −19,4 %     |
| 2011 | 1,45               | 9,0 %       | 1,09               | 2,8 %       | 1,20               | 0,8 %       | 0,62               | 6,9 %       |
| 2012 | 1,49               | 2,8 %       | 1,16               | 6,4 %       | 1,30               | 8,3 %       | 0,65               | 4,8 %       |
| 2013 | 1,55               | 4,0 %       | 1,27               | 9,5 %       | 1,33               | 2,3 %       | 0,67               | 3,1 %       |
| 2014 | 1,55               | 0,0 %       | 1,37               | 7,9 %       | 1,38               | 3,8 %       | 0,73               | 9,0 %       |
| 2015 | 1,65               | 6,5 %       | 1,53               | 11,7 %      | 1,51               | 9,4 %       | 0,79               | 8,2 %       |
| 2016 | 1,91               | 15,8 %      | 1,57               | 2,6 %       | 1,60               | 6,0 %       | 0,96               | 21,5 %      |

### Marktverteilung (Dax)
Aufteilung des Marktes unter den Big Four nach den Geschäftsberichten der jeweiligen DAX-Unternehmen zum jeweiligen Geschäftsjahr
| Unternehmen            | Prüfer   |
| ---------------------- | -------- |
| adidas                 | KPMG     |
| Allianz                | KPMG     |
| BASF                   | KPMG     |
| Bayer                  | PwC      |
| Beiersdorf             | EY       |
| BMW                    | KPMG     |
| Commerzbank            | PwC      |
| Continental            | KPMG     |
| Daimler                | KPMG     |
| Deutsche Bank          | KPMG     |
| Deutsche Börse         | KPMG     |
| Deutsche Post          | PwC      |
| Deutsche Telekom       | PwC      |
| E.ON                   | PwC      |
| Fresenius              | KPMG     |
| Fresenius Medical Care | KPMG     |
| HeidelbergCement       | EY       |
| Henkel                 | KPMG     |
| Infineon               | KPMG     |
| K+S                    | Deloitte |
| LANXESS                | PwC      |
| Linde                  | KPMG     |
| Lufthansa              | PwC      |
| Merck                  | KPMG     |
| Münchener Rück         | KPMG     |
| RWE                    | PwC      |
| SAP                    | KPMG     |
| Siemens                | EY       |
| ThyssenKrupp           | PwC      |
| Volkswagen             | PwC      |

| Unternehmen                          | Prüfer   |
| ------------------------------------ | -------- |
| adidas AG                            | KPMG     |
| Allianz SE                           | PwC      |
| BASF SE                              | KPMG     |
| Bayer AG                             | Deloitte |
| Beiersdorf                           | EY       |
| BMW AG                               | PwC      |
| Continental AG                       | KPMG     |
| Covestro AG                          | KPMG     |
| Daimler AG                           | KPMG     |
| Deutsche Bank AG                     | KPMG     |
| Deutsche Börse AG                    | KPMG     |
| Deutsche Post AG                     | PwC      |
| Deutsche Telekom AG                  | PwC      |
| Deutsche Wohnen SE                   | KPMG     |
| E-ON SE                              | PwC      |
| Fresenius Medical Care AG & Co. KGaA | KPMG     |
| Fresenius SE & Co. KGaA              | KPMG     |
| HeidelbergCement AG                  | EY       |
| Henkel AG & Co. KGaA                 | KPMG     |
| Infineon AG                          | KPMG     |
| Linde                                | PwC      |
| Merck KGaA                           | KPMG     |
| MTU Aero Engines AG                  | EY       |
| Münchener Rück AG                    | KPMG     |
| RWE AG                               | PwC      |
| SAP                                  | KPMG     |
| Siemens AG                           | EY       |
| Volkswagen AG                        | PwC      |
| Vonovia SE                           | KPMG     |
| Wirecard AG                          | EY       |

| Unternehmen             | Prüfer   |
| ----------------------- | -------- |
| adidas AG               | KPMG     |
| Airbus SE               | EY       |
| Allianz SE              | PwC      |
| BASF SE                 | KPMG     |
| Bayer AG                | Deloitte |
| Beiersdorf              | EY       |
| BMW AG                  | PwC      |
| Brenntag AG             | PwC      |
| Commerzbank A           | KPMG     |
| Continental AG          | PwC      |
| Covestro AG             | KPMG     |
| Daimler Truck Holding   | KPMG     |
| Deutsche Bank AG        | EY       |
| Deutsche Börse AG       | PwC      |
| Deutsche Post AG        | PwC      |
| Deutsche Telekom AG     | Deloitte |
| E-ON SE                 | KPMG     |
| Fresenius SE & Co. KGaA | PwC      |
| Hannover Rück           | PwC      |
| HeidelbergCement AG     | PwC      |
| Henkel AG & Co. KGaA    | PwC      |
| Infineon AG             | KPMG     |
| Mercedes-Benz Group     | KPMG     |
| Merck KGaA              | KPMG     |
| MTU Aero Engines AG     | EY       |
| Münchener Rück AG       | EY       |
| Porsche Auto. Hold. VZ  | PwC      |
| Porsche VZ              | EY       |
| Qiagen                  | KPMG     |
| Rheinmetall AG          | Deloitte |
| RWE AG                  | PwC      |
| SAP                     | KPMG     |
| Sartorius VZ            | KPMG     |
| Siemens AG              | EY       |
| Siemens Energy AG       | EY       |
| Siemens Healthineers AG | EY       |
| Symrise                 | EY       |
| Volkswagen AG           | EY       |
| Vonovia SE              | KPMG     |
| Zalando AG              | EY       |

## Kritik
Prem Sikka (Professur für Rechnungswesen, University of Essex) kritisierte 2015 die Steuerberatungstätigkeit der Big Four im Zusammenhang mit den Luxemburg Leaks scharf. Ihre Steuervereinbarungen, welche die Verringerung der Steuerzahlungen in erheblicher Höhe ermöglichen, habe zur Folge, „dass normale Menschen höhere Steuern zahlen müssen, weil ihre Steuervermeidungsschemata große Konzerne und reiche Menschen entlasten“. Er fordert, die Macht der großen Prüfungsgesellschaften zu beschränken, andernfalls würden diese weiterhin ihre Macht nutzen, „um die Demokratie, das Recht und das Wohlergehen der Menschen zu untergraben.“

## Dokumentation
- Jan Schmitt: Steuerfrei – Wie Konzerne Europas Kassen plündern, Deutschland, 2013 (ARD/WDR, 44 min.)[30]
- WDR Doku: Die Berater der Reichen und Mächtigen – Die Macht der „Big Four“ auf YouTube, 26. Februar 2019 (Laufzeit: 43:37 min.).
- Christina Dierschke, Stefan Ebling: Big 4 – Wirtschaftsprüfung unter Beobachtung (2021) in der 3sat-Mediathek. Video (44 Min.), abrufbar bis 8. Februar 2027
- Frontal: Big Four: So groß ist die Macht der Wirtschaftsprüfer | mit Marta Orosz | X Gründe auf YouTube, 27. März 2024 (Laufzeit: 13:58 min.).